# Stari Kurlak
Stari Kurlak (en rus: Старый Курлак) és un poble de l'óblast de Vorónej, a Rússia, segons el cens del 2010 tenia 361 habitants.